# جريجوري بنكوس
الدكتور جريجوري بنكوس (بالإنجليزية: Gregory Goodwin Pincus)‏ (22 أغسطس 1967 9 أبريل 1903)عالم احياء وباحث أمريكي وقد شارك في اختراع حبوب منع الحمل وعلى الرغم أنه لم يكن رجلا مشهورا فان الاثر الذي تركه في العالم كله اقوي من اثر أي إنسان اخر مشهور.

## ميلاده وحياته العلمية
ولد بنكوس في مدينة نيوجيرسي لاسره يهوديه وقد كان الفضل لاتنين من اعمامه حيث كانا علماء في الزراعة، ذهب الي جامعة كورنيل وحصل علي درجه البكالوريوس في الزراعة عام 1924 ثم التحق بجامعة هارفارد حيث كان مدرسا لعلم الحيوان وكان أيضا يحضر لدرجتي الماجستير والدكتوراه في الفترة من 1927 إلي 1930 انتقل من جامعة هارفارد لجامعة كامبريدج في انكلترا ثم إلي معهد القيصر فيلهلم لعلم الأحياء في برلين مع ريتشارد جولد سميث حيث كان يحضر لابحاثه. أصبح معلما في الفيزيولوجيا العامة في جامعة هارفارد في عام 1930 وتمت ترقيته في عام 1931 إلى أستاذ مساعد.

## اهميه اكتشافه
كان لهذه الحبوب اثرها الهائل في عالم يتضاعف فيه السكان. فاثرها الأول هوا في التحكم وضبط النسل. اما الاثر التاني فقد ادي اللي تغيير العادات الجنسية وإطلاق الحريات والاباحيه في العالم أيضا.
وقد كان لهذه الحبوب اثرها الهائل في أمريكا في الخمسة عشر عاما الماضية. فقد كان الخوف دائما من العلاقات الجنسية السابقة علي الزواج. ولكن بسبب هذه الحبوب اختفت هذه المخاوف تماما ! وعلي ذلك فقد ادت هذه الحبوب الي تغيرات ثوريه في العلاقات بين الجنسين !.

## نبذه تاريخيه
قبل هذه الحبوب كان الخبراء ينصحون المرأة بان تستخدم (المانع) أو (العازل). وهذه العوازل كانت مامونه ومضمونه وعلي الرغم من ذلك فان عددا كبيرا من النساء يرفضن استخدامها.
وكانت هذه الحبوب واسمها انوفيد عاملا هاما في التحكم في النسل ولقد تطورت هذه الحبوب كثيرا بعد ذلك. ولكن من المؤكد ان هذه الحبوب التي اخترعها بنكوس كانت أول محاوله ثوريه لتحديد النسل في التاريخ.
ولقد ساهم كثيرون في اختراع هذه الحبوب. ولكن احدا لم يعرف العناصر الكمياويه التي تحتوي عليها هذه الحبوب.. ولكن فكره تعاطي هذه الحبوب عن طريق الفم فكره قديمه.. وان كان بعض الأطباء قبل ذلك في سنه 1937 قد اهتدوا الي حقن المرأة بالبروجسترون -وهو هرمون انثوي يؤدي الي منع الحمل- وذلك بالحيلولة دون اخصاب البويضه. ولكن بسبب استخدام الحقن وارتفاع ثمن هذا الهرمون، فان هذه الوسيلة في منع الحمل لم تكتسب شعبيه واضحه.

## اكتشاف بنكوس لحبوب منع الحمل
اتجه بنكوس الي البحث عن وسيله اخري لمنع الحمل. وهو عالم مدرب تماما. وقد تسائل إذا كان تعاطي هرمون البروجسترون عن طريق الفم يؤدي الي نفس النتيجة واكتشف فعلا انه يؤدي الي نفس النتيجة.اذن لقد نجح. كما ان أحد الكميائيين قد سبقه الي تجهيز هذا الهرمون معمليا.
ثم ان أحد الكميائين باشراف بنكوس، قد اثبت أيضا ان تعاطي الهرمون الانثوي عن طريق الفم يمنع البويضه من الإخصاب. واكتشف أيضا ان تعاطي الهرمون عن طريق الفم يمنع الإخصاب بنسبه 85% ولذلك يجب تعاطيه بكميه كبيره.

## نتائج تجاربه
اهتدي بنكوس الي وجود ماده كميائيه اخري إذا استخدمت فانها تقوم بكل العمل. والمادة هي نورثيمثودرل. هذه المادة إذا حلت بماده كميائيه اخري فانها تاتي بالنتيجة المطلوبة. فكان تركيب هاتين المادتين معا في سنه 1955، وقد ادي ذلك الي صناعه حبوب انوفيد لمنع الحمل.
ومضي في تجاربه علي الحيونات وعلي الناس أيضا، حتي تاكد لديه نجاح هذه الحبوب. وفي سنه 1960 أنتجت هذه الحبوب وامتلات بها الأسواق.
ومن الإنصاف ان يقال ان عددا كبيرا من الا طباء والكميائيين قد ساهموا جميعا في اعداد هذه المواد الكميائيه وتجربتها ومراقبتها. ولكن بنكوس هو الوحيد الذي نذر نفسه لهذه التجربة وصبر علي ويلاتها حتي افلح في النهاية في أن يحقق هذا النصر التاريخي وهو من اجل ذلك يستحق الشرف العظيم. ولقد انعمت عليه الكثير من الهيئات بالقاب والنياشين، ولكنه رغم ذلك لم يفز بجائزة نوبل لاهو ولا الذين عاونوه..!

## وفاته
توفي عام 1967 بمرض الحؤول النخاعي وهوا مرض نادر في الدم عن عمر يناهز ال 64 عاما وكان يعيش في ماساشوستس. ولم ينتبه أحد لوفاته ولا حتي العلماء ولكنه رغم ذلك كان من اعظم الذين لهم اثر في تاريخ الإنسانية.

## روابط خارجية
- جريجوري بنكوس على موقع الموسوعة البريطانية (الإنجليزية)
- جريجوري بنكوس على موقع مونزينجر (الألمانية)
- جريجوري بنكوس على موقع إن إن دي بي (الإنجليزية)